# Eolípila

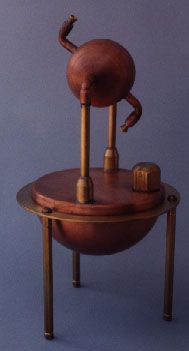
Un eolípila moderna.

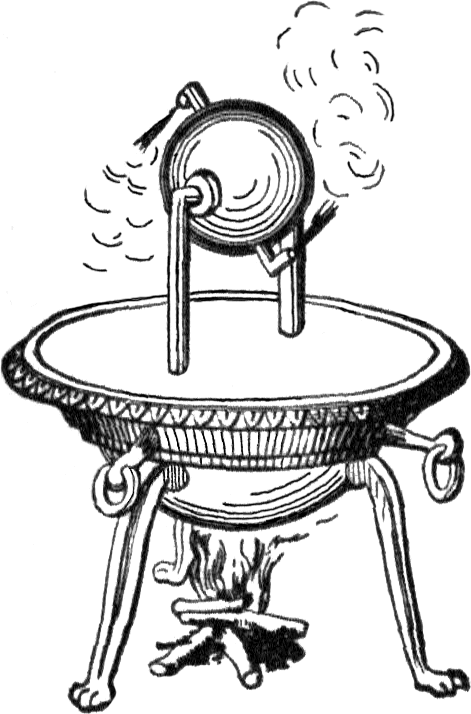
Il·lustració d'una eolípila d'Heró.

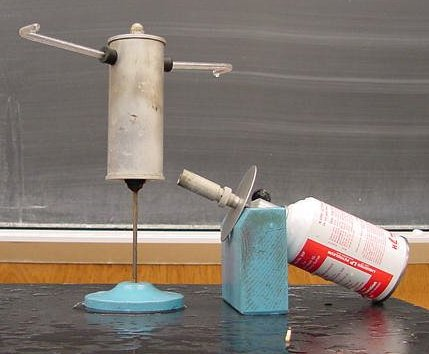
Una eolípila amb una sola càmera.

L'eolípila va ser inventada al segle i per l'enginyer grec Heró d'Alexandria conegut també com "el mag". Va ser, però, l'enginyer, arquitecte i tractadista Vitruvi el primer en descriure aquest aparell a la seva obra De architectura. Cal destacar que Heró i Vitruvi no van començar el descobriment de zero. Ambdós es van inspirar en els esbossos i primers treballs de l'inventor i matemàtic de l'Alexandria de l'Egipte Ptolemaic Ctesibi.
L'eolípila és considerada com la primera màquina tèrmica i de vapor de la història. Lamentablement, durant molt de temps no va ser científicament estudiada, servint només de joguina o entreteniment 
El nom prové del llatí "Aeolian" i "pila", traduït com pilota de Èol , en honor del déu grec del vent.
L'eolípila es considera tant un predecessor de la màquina de vapor com del coet. Certament es considera que amb els descobriments d'Heró d'Alexandria i la tecnologia de la que es disposava durant l'antiga Grècia s'hauria fins i tot pogut construir un rudimentari primer model d'automòbil.
Durant un temps, l'eolípila es va arribar a utilitzar com a màquina de vapor que permetia obrir les portes dels temples. El sistema, però, no va ser gaire utilitzat fruït dels accidents que es van originar per un mal ús d'aquesta maquinària i, per la forta presència d'esclaus a la societat de l'època, on les classes benestants van prioritzar una mà d'obra més barata.

## Disseny i Funcionament
L'eolípila està formada per dues grans peces. La part inferior és una semiesfera tapada per la part superior que actua com a bullidor d'aigua i amb una obertura per on omplir-la. Aquesta semiesfera és aixecada del terra per unes potes, generalment. Del bullidor en surten verticalment dos tubs connectats a una esfera o cilindre metàl·lic (la connexió permet la rotació de l'esfera). Aquesta esfera té dos tubs de sortida respectius en forma de "L", situats a 180° un de l'altre.
Se situa una font d'escalfor sota el bullidor. Conseqüentment, l'aigua s'escalfa i es transforma en vapor. Aquest vapor busca vies de sortida. Ascendeix pels tubs fins a l'esfera, i surt a pressió per les sortides en forma de "L". A causa de la tercera llei de Newton, coneguda com a "acció-reacció", l'esfera rota sobre el seu eix horitzontal paral·lel al terra. Amb aquesta rotació l'aigua es transforma en matèria gasosa que busca sortir a l'exterior a través dels tubs obtenint així vapor.

## Influències
Realment es desconeix si a l'antiga Grècia l'invent va ser pres seriosament o ignorat com sí indiquen algunes fonts que expliquen que l'invent va ser rebut i tractat com "un truc de festa", un joc de nens. Amb el temps, però, l'invent va anar adquirint més rellevància dins la comunitat científica. L'eolípila d'Heró va servir de precedent al principi de la palanca d'Arquímedes i, indirectament, de les notables millores sobre la màquina de vapor del matemàtic, inventor i enginyer escocès James Watt. Aquest últim, va treballar sobre la turbina de Giovanni Brance qui havia adaptat l'eolípila d'Heró per impulsar el gir d'una roda de molí.
Així doncs, l'aparentment rudimentari invent del segle I d'Heró va ser decisiva en la creació de la màquina de vapor, condicionant per la Primera Revolució Industrial i d'alguna manera vinculada també amb l'invenció del ferrocarril de George Stephenson que utilitzava com a mitjà de locomoció la màquina de vapor. L'eolípia també pot ser vista com a predecessora dels motors de combustió, les turbines o el coet.